# Syrmologa leucoclistra
Syrmologa leucoclistra är en fjärilsart som beskrevs av Edward Meyrick 1919. Syrmologa leucoclistra ingår i släktet Syrmologa och familjen äkta malar.
Artens utbredningsområde är Colombia. Inga underarter finns listade i Catalogue of Life.